# Суводь (село)
Суводь — село в Советском районе Кировской области в составе Зашижемского сельского поселения. 

## География
Находится на левом берегу реки Суводь (левый приток Вятки) на расстоянии примерно 19 километров по прямой на северо-восток от Кировского моста через реку Вятка у районного центра города Советск.

## История
Известно с 1735 года как починок Сувоцкий. В конце 1740-х годов построена деревянная Предтеченская церковь, которая обновлялась конце XVIII века, а 1829 году заменена каменной. В 1802 году в селе (тогда Предтеченское или Полом или Суводское) было учтено 15 дворов и 52 души мужского пола. В 1873 году в селе Суводское (Суводи) отмечено дворов 31 и жителей 204, в 1905 34 и 211, в 1926 49 и 226, в 1950 42 и 156. В 1989 проживало 276 человек.

## Население
Постоянное население составляло 195 человек (русские 97%) в 2002 году, 90 в 2010.